# Tillandsia roland-gosselinii
Tillandsia roland-gosselinii es una especie de planta epífita dentro del género  Tillandsia, perteneciente a la  familia de las bromeliáceas. Es originaria de México.  

## Cultivars
- Tillandsia 'Fireworks'
- Tillandsia 'Flagstaff'
- Tillandsia 'Madre'
- Tillandsia 'Padre'

## Taxonomía
Tillandsia roland-gosselinii fue descrita por Carl Christian Mez y publicado en Repertorium Specierum Novarum Regni Vegetabilis` 14(400–404): 249. 1916.
Etimología
Tillandsia: nombre genérico que fue nombrado por Carlos Linneo en 1738 en honor al médico y botánico finlandés Dr. Elias Tillandz (originalmente Tillander) (1640-1693).
roland-gosselinii: epíteto